# مجلس مراقبة حسابات الشركات العامة
مجلس مراقبة حسابات الشركات العامة (PCAOB)، هي مؤسسة خاصة غير ربحية أنشئت بموجب القانون ساربينز أوكسلي في عام 2002 لمراقبة سجلّات التدقيق الخاصة بالشركات العامة والمصدرين الآخرين والإشراف عليها، وذلك بهدف حماية مصالح وحقوق المستثمرين وحماية المصلحة العامة عند إعداد تقارير التدقيق الإخبارية والدقيقة والمستقلّة. كما يشرف أيضا مجلس مراقبة حسابات الشركات العامة بحسابات التدقيق الخاصة بشركات السمسرة التي تتضمن تقارير الامتثال المقدمة وفقًا لقوانين الأوراق المالية الفيدرالية بهدف تعزيز حماية المستثمر. يجب على هيئة الأوراق المالية والبورصات لأمريكية(SEC) الموافقة على جميع القواعد والمعايير التي تصدرها مجلس مراقبة حسابات الشركات العامة.

## الهدف من المؤسسة
أُشترط قانون ساربينز أوكسلي عند إنشاء مجلس مراقبة حسابات الشركات العامة (PCAOB) لأول مرة في التاريخ في أن يخضع مدققو الشركات العامة الأمريكية لرقابة خارجية ومستقلة. في السابق كانت المهنة ذات نظام ذاتي. ثم مُنح الكونغرس السلطة الرقابية الموسعة على عمليات تدقيق الوسطاء والتجار المسجلين لدى هيئة الأوراق المالية والبورصات في عام 2010 من خلال قانون دودّ-فرانك لإصلاح وول ستريت وحماية المستهلك.
للمؤسسة أربع وظائف رئيسية في الإشراف على هؤلاء المراجعين وهم: التسجيل والتفتيش ووضع المعايير والتنفيذ.
ويتعين مراقبة أعمال الشركات المحاسبيّة المسجّلة قانونيًا (الشركات العامة على وجه التحديد) والتي تُصدر تقارير التدقيق لأكثر من 100 جهة مصدّرة بشكل سنوي وهي عادة ما تكون 10 شركات. أما الشركات المسجلة التي تصدر تقارير التدقيق لأكثر من 100 جهة أو أقل من جهة مصدرة فإنها تخضع عادة للتفتيش مرة كل ثلاث سنوات. حيث أن معظمها شركات دولية غير تابعة للولايات المتحدة الأمريكية. أضافة إلى ذلك، يقوم(PCAOB) بإجراء فحص سنوي ما لا يقلّ عن 5% من جميع الشركات المسجّلة التي تلعب دورًا رئيسيًا في تدقيق أعمال وأنشطة الجهة المصدّرة، لكنّها لا تُصدر تقارير التدقيق للجهات المصدّرة نفسها.في 2011، تبنّى المجلس برنامج فحص مؤقت لمراقبة سجّلات التدقيق الخاصة بشركات السمسرة، وينظر المجلس الآن لاعتماد برنامج فحص هذا بشكل دائم.
وبدأ المدققون في عام 2017 بتقديم معلومات عن أسماء شركاء المشاركة وشركات التدقيق التي تشارك في عمليات تدقيق الشركات المسجلة العامة الأمريكية. وأنشئ مجلس مراقبة حسابات الشركات العامة قاعدة بيانات قابلة للبحث تسمى "اوديوتور سيرش" للمستثمرين وغيرهم من الشركاء لمعرفة المزيد حول من الذي يقود عمليات التدقيق ويشارك فيها من خلال هذه الإيداعات، مضيفًا المزيد من النقاط البيانية المحددة إلى مزيج من المعلومات التي يمكن استخدامها عند تقييم جودة التدقيق.
علاوة على ذلك، تبنى مجلس مراقبة حسابات الشركات العامة (PCAOB) في سنة 2017 معيارًا جديدا لتعزيز فائدة التقارير المعيارية والدقيقة من خلال توفير معلومات إضافية ومهمة للمستثمرين. على سبيل المثال، مسائل التدقيق الجوهرية(CAMs) التي يقوم بها المدققون باستخدامها للتواصل مع لجان تدقيق الشركات العامة التي يقومون بعدها بمراجعتها. هذه هي الإفصاحات المتعلقة بالحسابات الجوهرية للبيانات المالية والتي تنطوي على حكم دقيق صعب أو شخصي أو معقد. تم تنفيذ شروط المسائل التدقيقية الجوهرية في سنة 2019 و2020. وتم تحديث تقرير مراجع الحسابات منذ بدءًا سنة 2017 ليتضمن أيضًا مدة خدمة عمل مُراجعي تدقيق الحسابات مع الشركة.

## نظرة عامة عن المؤسسة
للمؤسسة PCAOB خمسة أعضاء في مجلس الإدارة، ومن ضمنهم رئيس مجلس الإدارة. يتم تعيين كل من الأعضاء من قبل هيئة الأسواق والأوراق المالية (SEC)، بعد التشاور مع رئيس مجلس محافظي نظام الاحتياطي الفيدرالي ووزير الخزانة. يجب أن يكون اثنين من أعضاء مجلس الإدارة العضوان الوحيدان فقط لمنصب المحاسب القانوني المعتمد CPA. وإذ كان أحد منهم هو رئيس مجلس مراقبة حسابات الشركة العامة، فلا يلزم عليه أن يكون خبيرًا وحاصلاً على شهادة معتمدة في المحاسبة القانونية إن كان متمرسًا لمدة لا تقل عن الخمس سنوات ليتم تعيينه في مجلس الإدارة. يعمل كل عضو في المجلس بدوام كامل، لمدة خمس سنوات متعاقبة. وتمول ميزانية مجلس الإدارة، التي تتم الموافقة عليها سنويًا من هيئة الأسواق والأوراق المالية، من الرسوم التي تدفعها الشركات حسابات التدقيق الخاصة بالسمسرة الذي بدورها تعتمد على شركات التدقيق التي يشرف عليها المجلس. وتضم المنظمة حوالي 800 موظف ومكتب في 11 ولاية، بالإضافة إلى مقرها الرئيسي في واشنطن.
إن إريكا واي ويليامز هي الرئيسة الحالية لمجلس مراقبة حسابات الشركات العامة التي أدت اليمين في 10 يناير 2022، من قبل هيئة الأسواق والأوراق المالية. مُنذ عام 2017 حتى عام 2021 كان هذا المنصب مُوكلاً إلى المدير العام السابق والمستشار لثلاث لجان بمجلس الشيوخ ويليام دي دونكي الثالث. ويسبقه جيمس آر دوتي الذي تولى المنصب منذ سنة 2011 حتى 2017 وعمل كرئيس ومستشار عام سابق لهيئة الأسواق والأوراق المالية وكان شريك سابق في مكتب المحاماة بيكر بوتس إل إل بي (Baker Botts LLP). وسبقه مارك دبليو أولسون، العضو السابق في مجلس محافظي الاحتياطي الفيدرالي.
أن أول رئيس مجلس مراقبة حسابات الشركات العامة هو الرئيس السابق والمدير التنفيذي للبنك الاحتياطي الفيدرالي في نيويورك ويليام جوزيف ماكدونو. عينت هيئة الأسواق والأوراق المالية ويليام هـ. ويبستر لأول مرة في هذا المنصب، وهو محام بارز ومدير سابق لكل من مكتب التحقيقات الفيدرالي ووكالة المخابرات المركزية. استقال ويبستر بعد عدة أسابيع وقبل الاجتماع الرسمي الأول لمجلس الإدارة (كما هو موضح أدناه).

## سلطة مجلس مراقبة حسابات الشركات
بموجب المادة 101 من قانون ساربينز أوكسلي، تتمتع مجلس مراقبة حسابات الشركات العامة بصلاحية:
- تسجيل شركات المحاسبة العامة التي تعد تقارير مراجعة حسابات التدقيق الخاصة بشركات السمسرة.
- وضع معايير التدقيق ومراقبة الجودة والأخلاقيات والاستقلالية وغيرها من المعايير المتعلقة بإعداد تقارير التدقيق للمُصدرين.
- إجراء عمليات تفتيش لشركات المحاسبة العامة المسجلة في مجلس مراقبة حسابات الشركات العامة.
- جراء تحقيقات وإجراءات تأديبية، مع فرض عقوبات على شركات المحاسبة العامة المسجلة والأشخاص المرتبطين بها (بما في ذلك غرامات تصل إلى 000 100 دولار على فرادى مراجعي الحسابات، ومليوني دولار ضد شركات التدقيق).
- أداء الواجبات والمهام التي يرى المجلس أنها ضرورية أو مناسبة لتعزيز المعايير المهنية العالية بين شركات المحاسبة العامة المسجلة وموظفيها وتحسين نوعية خدمات مراجعة الحسابات التي تقدمها.
- تُقاضِي وتُقاضَى وتشكو وتدافع، باسمها المؤسسي ومن خلال محامييها الخاصين، بموافقة هيئة الأسواق والأوراق المالية، في أي محكمة اتحادية أو حكومية أو محكمة أخرى.
- تضطلع بعملياتها وتحتفظ بمكاتبها وتمارس جميع حقوقها وسلطاتها في أي جزء من الولايات المتحدة، بغض النظر عن أي مؤهلات أو ترخيص أو أي حكم آخر من أحكام قانون الولاية أو [البلدية].
- تعيين موظفين ومحاسبين ومحامين ووكلاء آخرين حسبما يكون ضرورياً أو مناسباً لمهمة مجلس مراقبة حسابات الشركات العامة (مع تحديد رواتب بمستوى يماثل مستوى القطاع الخاص في التنظيم الذاتي أو المحاسبة أو الوظائف التقنية أو الإشرافية أو غيرها من الوظائف الإدارية، على النحو المنصوص عليه في قانون ساربينز - أوكسلي لجذب المهنيين ذوي المهارات العالية والخبرة اللازمة للإشراف على شركات المحاسبة العالمية).
- تخصيص وتقييم وجمع رسوم الدعم المحاسبي التي تمول المجلس؛ وإبرام العقود وتنفيذ الصكوك وتحمل المسؤوليات والقيام بأي وجميع الأعمال الأخرى اللازمة أو المناسبة أو العرضية لتسيير عملياتها وممارسة صلاحياتها بموجب قانون ساربينز – أوكسلي.

يحضر قانون ساربينز – أوكسلي على مدققي حسابات الشركات العامة لتقديم الخدمات غير المتعلقة بالتدقيق المحاسبي، مثل الاستشارات للعملاء في مراجعة الحسابات. واستثنى الكونغرس الخدمات المتعلقة بالضريبية، والتي يشرف عليها مجلس مراقبة حسابات الشركات العامة (PCAOB). تم إجراء هذا الحظر نتيجة للادعاءات، مثل حالات التي واجهتها إنرون وورلد كوم، بأن استقلالية مراجعي الحسابات عن مديري عملائهم قد تعرضت للخطر بسبب الرسوم الكبيرة التي تكسبها شركات التدقيق من هذه الخدمات الإضافية. بالإضافة إلى ذلك، كجزء من سلطات التحقيق الخاصة مجلس مراقبة حسابات الشركات العامة قد يطلب المجلس من شركات التدقيق، أو أي شخص مرتبط بشركة تدقيق، تقديم الشهادة أو المستندات التي بحوزته. إذا رفضت الشركة أو الشخص الإدلاء بهذه الشهادة أو هذه المستندات يجوز لمجلس مراقبة حسابات الشركات العامة، فيجوز لمجلس مراقبة حسابات الشركات العامة تعليق أو منع هذا الشخص من الصناعة العامة للتدقيق. وقد يطلب أيضًا مجلس مراقبة حسابات الشركات العامة مساعدة هيئة الأسواق والأوراق المالية في إصدار مذكرات استدعاء للشهادة أو المستندات من الأفراد الغير المسجلين لدى مجلس مراقبة حسابات الشركات العامة.
كما يقدم مكتب رئيس المراجعين التابع لمجلس الإدارة المشورة إلى المجلس بشأن وضع معايير التدقيق والممارسات المهنية ذات الصلة.

## الرقابة الحكومية
تخضع كل الصلاحيات للموافقة والإشراف من قبل المجلس الأعلى للتعليم. يجوز للأفراد وشركات التدقيق الخاضعة لإشراف مجلس مراقبة حسابات الشركات العامة لاستئناف قراراتها (بما في ذلك أي إجراءات تأديبية) إلى هيئة الأسواق والأوراق المالية. ولدى هيئة الأسواق والأوراق المالية القدرة على تعديل أو إلغاء هذه القواعد.

## تقارير التفتيش
يصدر مجلس مراقبة حسابات الشركات العامة بصفة دورية تقارير تفتيش لشركات المحاسبة العامة المسجلة. بينما يتم الإعلان عن أجزاء من هذه التقارير للعامة (تُسمى بالجزء الأول)، إلا أنه لا يتم الإعلان عن أجزاء من تقارير التفتيش التي تتناول انتقادات أو العيوب المحتملة في أنظمة مراقبة الجودة لشركة التدقيق إذا عالجت الشركة هذه الأمور بما يرضي مجلس الإدارة في غضون 12 شهرًا بعد تاريخ التقرير. بعدها يتم الإعلان عن هذه الأجزاء (تُسمى بـ «الجزء الثاني»)، ومع ذلك إذا قرر المجلس أن (1) جهود الشركة لمعالجة الانتقادات أو العيوب المحتملة لم تكن مرضية، أو (2) لم تقدم الشركة أي تقديم يثبت أي جهود من هذا القبيل.

## تاريخ المؤسسة
تم إنشاء مجلس مراقبة حاسبات الشركات العامة استجابة لعدد متزايد من «إعادة صياغة» المحاسبية ( تصحيحات البيانات المالية السابقة) من قبل الشركات العامة خلال التسعينيات، وسلسلة من الفضائح المحاسبية البارزة وحالات الإفلاس القياسية من قبل الشركات العامة الكبيرة، ولا سيما تلك في عام 2002 التي تضمنت ورلدكوم وإنرون وشركة التدقيق لكلا الشركتين، آرثر أندرسن.
قبل إنشاء PCAOB كانت مهنة التدقيق منظمة ذاتيًا من خلال مجموعات تجارية من ضمنها المعهد الأمريكي للمحاسبين المعتمدين (AICPA). وتم حل مجلس الرقابة العامة  رسميًا في 31 مارس 2002، على الرغم من استقالة أعضائه بشكل جماعي في يناير 2002 احتجاجا على اقتراح رئيس هيئة الأسواق والأوراق المالية الأمريكية آنذاك هارفي بيت في أن يكون هناك هيئة إشراف مدقق حسابات خاصة جديدة لتنظيم المهنة (وهو اقتراح الذي تطور إلى PCAOB ).

### تعيين رئيس مجلس الإدارة ويبستر
عينت هيئة الأسواق والأوراق المالية (SEC) وليام هيدجكوك وبستر ليكون أول رئيس لمجلس مراقبة حسابات الشركات العامة. كان وبستر محاميًا بارزًا ومديرًا سابقًا لكل من مكتب التحقيقات الفيدرالي ووكالة المخابرات المركزية وكان تعيينه في منصب الرئيس مثيرًا للجدل، بينما كان وبستر معروفًا على نطاق واسع بنزاهته وفكره، إلا ان اثنان من المفوضي الـ(SEC) الخمسة اعتقدوا أن رئيس هيئة الأسواق والأوراق المالية هارفي بيت لم يأخذ بعين الاعتبار المرشحين بشكل صحيح أو أن يتشاور مع المفوضين بشأن التعيين (مع العلم أن الرئيس وافق سابقًا مع مفوضيه في أن عليهم تعيين رئيس TIAA-CREF جون بيغز في منصب الرئيس لمجلس مراقبة حسابات الشركات العامة).
في إحدى أكثر جلسات الاستماع العامة إثارةً للجدل في هيئة الأسواق والأوراق المالية، انتقد المفوضان «هارفي جولدشميد ورويل كامبوس» علنًا عملية التعيين بذاتها (وليس وبستر). ومع ذلك، تمت الموافقة على وبستر من قبل هيئة الأسواق والأوراق المالية بتصويت 3-2 ليصبح أول رئيس لـPCAOB.
وبعد أسابيع قليلة من تعيين وبستر في PCAOB اندلع جدل آخر عندما ذكرت الصحف أن وبستر عمل في لجنة تدقيق مجلس إدارة شركة (U.S. Technologies) وهي شركة عالية التقنية يجري التحقيق فيها بسبب مخالفات محاسبية. وجد بيت، الذي أثبتت فترة عمله كرئيس هيئة الأسواق والأوراق المالية أنه مثير للجدل بالفعل، نفسه في موقف لا يُحتمل. كان أحد هذه الادعاءات التي قدمها غولدشميد خلال جلسة الاستماع الضاغنة في أكتوبر هو أن المرشحين الذين قدمهم بيت لم يتم فحصهم بشكل صحيح. بدت انتقادات غولدشميد بصيرة، وهذا الإضافةً إلى ضغوط أخرى هو ما أدى إلى إعلان بيت عن استقالته من هيئة الأسواق والأوراق المالية في يوم الانتخابات (4 نوفمبر 2002). وبعد أسبوع، أعلن وبستر استقالته من (PCAOB ) بعد أقل من ثلاثة أسابيع من إنشاءها.

## التحدي الدستوري
في فبراير 2006، قدم صندوق المشاريع الحرة وبيكستيد وواتس، إل إل بي (Beckstead and Watts, LLP) (وهي شركة محاسبة صغيرة مقرها نيفادا) دعوى قضائية في المحكمة الفيدرالية للطعن في دستورية مجلس مراقبة حسابات الشركات العامة ووفقاً للدعوى القضائية، فإن الحكم الوارد في قانون ساربينز - أوكسلي الذي أنشاء مجلس مراقبة حسابات الشركات ينتهك «بند التعيينات» في دستور الولايات المتحدة. نظرًا لأنه ينبغي اعتبار أعضاء مجلس إدارة (PCAOB) «موظفين في الولايات المتحدة» لأسباب العامة وبالتالي، يجب أن يتم تعيينه من قبل رئيس الولايات المتحدة، بمشورة وموافقة مجلس الشيوخ الأمريكي، أو من قبل مجلس الشيوخ الأمريكي «رئيس» «قسم»، في حين أن مجلس إدارة (PCAOB ) يتم تعيينها من قبل هيئة الأسواق والأوراق المالية، وليس من قبل رئيس هيئة الأسواق والأوراق المالية.
كما طعنت الدعوى القضائية في مجلس مراقبة حسابات الشركات العامة على أنها تنتهك بند الفصل بين السلطات في الدستور، لأن المنظمة لديها وظائف شبه تنفيذية وقانونية وقضائية.
في 22 أغسطس 2008، أيدت محكمة الاستئناف الأمريكية لدائرة مقاطعة كولومبيا قانون أن مجلس مراقبة حسابات الشركات العامة باعتباره دستوريًا. ووجدت المحكمة أن أعضاء مجلس الإدارة يتكونون من ضباط الأقل رتبة ولا يُطلب منهم التعيين من قبل الرئيس، وأن الرئيس له السلطة الكافية على مجلس الإدارة عبر هيئة الأسواق والأوراق المالية بحيث لا ينتهك المجلس بند فصل السلطات.
مٌنحت المحكمة العليا للولايات المتحدة تحويل الدعوى في 18 مايو 2009 للنظر في ثلاثة أسئلة:
1. ما إذا كان قانون ساربينز – أوكسلي لعام 2002 ينتهك الفصل بين السلطات في الدستور من خلال منح أعضاء مجلس مراقبة حسابات الشركات العامة السلطة التنفيذية بعيدة المدى مع تجريد الرئيس تمامًا من كل سلطة لتعيين هؤلاء الأعضاء أو عزلهم أو الإشراف أو التحكم في ممارستهم تلك السلطة، أو ما إذا كان القانون، كما رأت محكمة الاستئناف، دستوريًا لأن الكونغرس يمكنه تقييد سلطة إقالة الرئيس بأي طريقة "يراها الأفضل للمصلحة العامة".
2. ما إذا كانت محكمة الاستئناف قد أخطأت في الحكم بأنه بموجب بند التعيينات أعضاء مجلس مراقبة حسابات الشركات العامة هم «الضباط الأدنى رتبة» الذين يوجههم ويشرف عليهم هيئة الأسواق والأوراق المالية حيث تفتقر هيئة الأسواق والأوراق المالية إلى أي سلطة للإشراف على هؤلاء الأعضاء شخصيًا، أو لإبعاد الأعضاء لأي سبب متعلق بالسياسة أو للتأثير على وظائف التحقيق الرئيسية لهم، لمجرد أن هيئة الأسواق والأوراق المالية قد مراجعة بعض منتجات عمل الأعضاء، وإزالة الأعضاء لأي سياسة - سبب ذو صلة أو للتأثير على وظائف التحقيق الرئيسية للأعضاء، لمجرد أن لجنة الأوراق المالية والبورصات قد تراجع بعض منتجات عمل الأعضاء.
3. إذا كان أعضاء الـPCAOB من الضباط الأدنى رتبة ، فإن ما إذا كان نص القانون لتعيينهم ينتهك من قبل لجنة الأوراق المالية والبورصات بند التعيينات، إما لأن هيئة الأسواق والأوراق المالية ليست "إدارة" أو لأن المفوضين الخمسة ، الذين يعملون بشكل جماعي ، ليسوا "رؤساء" هيئة الأسواق والأوراق المالية.[15]

تمت مناقشة صندوق المشاريع الحرة مجلس الرقابة على المحاسبة العامة للشركة في 7 ديسمبر 2009. بالإضافة إلى PCAOB ظهرت الولايات المتحدة (التي يمثلها المحامية العامة إيلينا كاغان) أيضًا كمدعى عليها في القضية وجادلا بشكل منفصل، ودافع عن دستورية قانون ساربينز – أوكسلي. قدم فيها ثلاثة عشر صديق المحكمة للقضية، بدءًا من مؤسسات الفكر التحررية مثل معهد كاتو إلى مديري صناديق التقاعد للموظفين العموميين بالولاية.
في 28 يونيو 2010، في خمسة من رأي الأغلبية التي أدلى بها قضاة كتبه رئيس المحكمة العليا جون روبرتس، جدت المحكمة العليا أن أحكام التعيين في القانون دستورية، لكنها ألغت حكم العزل ولم تقبل المحكمة حجة الملتمسين بأن العجز الدستوري جعل كل نشاط المجلس السابق غير دستوري؛ بدلاً من ذلك، قام ببساطة بفصل شرط الإزالة للسبب من بقية الساربينز – أوكسلي تاركًا اللوحة نفسها سليمة.

## روابط خارجية
الموقع الرسمي